# Julian Lewański
Julian Lewański (ur. 7 kwietnia 1915, zm. 5 czerwca 2003) – polski profesor, historyk literatury, badacz dramatu i teatru staropolskiego, autor fundamentalnych prac z zakresu teatru religijnego średniowiecza, renesansu i baroku, wydawca „Antologii dramatu staropolskiego”.
W roku 1937 ukończył polonistykę na Uniwersytecie Warszawskim. Podczas okupacji niemieckiej uczestniczył w tajnym nauczaniu. Był jednym z redaktorów "Zarania śląskiego".

## Publikacje
- 1956 – Studia nad dramatem polskiego odrodzenia
- 1966 – Średniowieczne gatunki dramatyczno-teatralne. Poetyka. Zarys encyklopedyczny.
- 1968 – Komedia elegijna
- 1969 – Misterium
- Antologia dramatu staropolskiego
- 1981 – Dramat i teatr średniowiecza i renesansu w Polsce
- 1999 – Liturgiczne łacińskie dramatyzacje Wielkiego Tygodnia XI-XVI w.